# Gran Premi del Brasil del 1979
Resultats del Gran Premi de Brasil de Fórmula 1 de la temporada 1979, disputat al circuit de Interlagos, el 4 de febrer del 1979.

## Resultats
| Pos | No | Pilot                 | Equip                | Voltes | Temps/ Retirada          | Pos. de sortida | Punts |
| --- | -- | --------------------- | -------------------- | ------ | ------------------------ | --------------- | ----- |
| 1   | 26 | Jacques Laffite       | Ligier - Ford        | 40     | 1h 40' 09. 64            | 1               | 9     |
| 2   | 25 | Patrick Depailler     | Ligier - Ford        | 40     | + 5.28 s                 | 2               | 6     |
| 3   | 2  | Carlos Reutemann      | Lotus - Ford         | 40     | + 44.14 s                | 3               | 4     |
| 4   | 3  | Didier Pironi         | Tyrrell - Ford       | 40     | + 1' 25.88 min.          | 8               | 3     |
| 5   | 12 | Gilles Villeneuve     | Ferrari              | 39     | + 1 Volta                | 5               | 2     |
| 6   | 11 | Jody Scheckter        | Ferrari              | 39     | + 1 Volta                | 6               | 1     |
| 7   | 30 | Jochen Mass           | Arrows - Ford        | 39     | + 1 Volta                | 19              |       |
| 8   | 7  | John Watson           | McLaren - Ford       | 39     | + 1 Volta                | 14              |       |
| 9   | 29 | Riccardo Patrese      | Arrows - Ford        | 39     | + 1 Volta                | 16              |       |
| 10  | 15 | Jean Pierre Jabouille | Renault              | 39     | + 1 Volta                | 7               |       |
| 11  | 14 | Emerson Fittipaldi    | Fittipaldi - Ford    | 39     | + 1 Volta                | 9               |       |
| 12  | 18 | Elio de Angelis       | Shadow - Ford        | 39     | + 1 Volta                | 20              |       |
| 13  | 22 | Derek Daly            | Ensign - Ford        | 39     | + 1 Volta                | 23              |       |
| 14  | 17 | Jan Lammers           | Shadow - Ford        | 39     | + 1 Volta                | 21              |       |
| 15  | 28 | Clay Regazzoni        | Williams - Ford      | 38     | + 2 Voltes               | 17              |       |
| Ret | 27 | Alan Jones            | Williams - Ford      | 33     | Prob. amb el combustible | 13              |       |
| Ret | 9  | Hans Joachim Stuck    | ATS - Ford           | 31     | Direcció                 | 24              |       |
| Ret | 16 | René Arnoux           | Renault              | 28     | Virolla                  | 11              |       |
| Ret | 20 | James Hunt            | Wolf - Ford          | 7      | Direcció                 | 10              |       |
| Ret | 8  | Patrick Tambay        | McLaren - Ford       | 7      | Col·lisió                | 18              |       |
| Ret | 5  | Niki Lauda            | Brabham - Alfa Romeo | 5      | Caixa canvi              | 12              |       |
| Ret | 6  | Nelson Piquet         | Brabham - Alfa Romeo | 5      | Accident                 | 22              |       |
| Ret | 1  | Mario Andretti        | Lotus - Ford         | 2      | Pèrdua de combustible    | 4               |       |
| Ret | 4  | Jean - Pierre Jarier  | Tyrrell - Ford       | 0      | Part elèctrica           | 15              |       |
| NVQ | 31 | Hector Rebaque        | Lotus - Ford         |        |                          |                 |       |
| NVQ | 24 | Arturo Merzario       | Merzario - Ford      |        |                          |                 |       |

## Altres
- Pole: Jacques Laffite 2' 23. 07

- Volta ràpida: Jacques Laffite 2' 28. 76 (a la volta 23)